# SN 2005mv
SN 2005mv – supernowa typu Ia odkryta 21 czerwca 2005 roku w galaktyce A204516-0349. W momencie odkrycia miała maksymalną jasność 19,60m.